# Петров, Егор Константинович
Егор Константинович Петров — советский снайпер (с 1943 года — пулемётчик) 379-й и 327-й стрелковых дивизий 2-й ударной армии, воевавший на Смоленском, Центральном, Волховском, Ленинградском фронтах Великой Отечественной войны, кавалер ордена Красной Звезды. На снайперском счету Егора 240 (не включая пулемётный счёт) подтверждённых уничтоженных солдат и офицеров противника.

## Биография
Егор Константинович Петров родился в 1907 году в Куокунинском наслеге Сунтарского улуса Вилюйского округа. С началом войны Егор был призван в армию. Сначала служил стрелком 2-й стрелковой роты 1257-го стрелкового полка 379-й стрелковой дивизии, затем попал в 1100-й стрелковый полк 327-й стрелковой дивизии 2-й ударной армии. В январе 1943 года снайпер Петров переквалифицировался в пулемётчика. 5 марта 1943 года Егор Петров был награждён орденом Красной Звезды.
Сержант Егор Константинович погиб в бою 2 января 1944 года.
Похоронен в селе Светлое Трехалёвской волости Невельского района Псковской области. На снайперском счету Петрова 240 уничтоженных солдат и офицеров противника.